# Ciato
El ciato (del griego: κύαϑος, 'copa') es un tipo de inflorescencia especial que consiste en un pseudanto, es decir una estructura que tiene la apariencia de ser una única flor, pero que en realidad consta de varias flores. Este tipo de inflorescencia se presenta únicamente en la familia Euphorbiaceae, específicamente en el género Euphorbia, el cual es uno de los géneros más diversos dentro del reino Plantae.

## Características
Las características similares a las de una flor solitaria del ciato se ven resaltadas por los nectarios brillantemente coloreados con frecuencia coronados por apéndices petaloides unidos a los ya mencionados nectarios, o por brácteas coloreadas ubicadas bajo el ciato. Estas brácteas son llamadas ciatofilas en la sección Goniostema del género Euphorbia.
Los ciatos son raras veces solitarios, sino que se les encuentra formando mayoritariamente cimas bíparas o inflorescencias compuestas como la pseudoumbela (cima con disposición de umbela, pero con floración centrífuga del centro a la periferia).
En un grupo de las especies malgaches de la sección Goniostema del género Euphorbia (E. aueoviridiflora, E. capmanambatoensis, E. iharanae, E. leuconeura, E. neohumbertii, E. viguieri) existe una tendencia a formar un pseudanto adicional que crece a partir de la cima. Posiblemente como una adaptación a la polinización ornitófila, los ciatos se han especializado de tal modo que las ciatofilas se encuentran en posición vertical rodeando el eje en forma protectora, pero volviendo a los nectarios inaccesibles. A modo de compensación, entre estos ciatos hay otros desnudos y estériles cuya única función es la de producir néctar.[cita requerida]

## Estructura
Un ciato está conformado por:
- Cinco (raras veces cuatro) bracteolas, las cuales son pequeñas y se hallan unidas —con los ápices libres—, y forman un involucro en forma de copa. Alternados con las bracteolas se encuentran cinco nectarios, los cuales están a veces fusionados.
- Una extremadamente reducida flor femenina ubicada en el centro de la base del involucro. La flor consiste en un ovario sobre un tallo corto, con pistilo y rodeado de cinco grupos (uno a la base de cada bracteola) de flores masculinas monandras (con un único estambre) extremadamente reducidas.

A continuación se presenta un cuadro mostrando las diversas partes de un ciato.

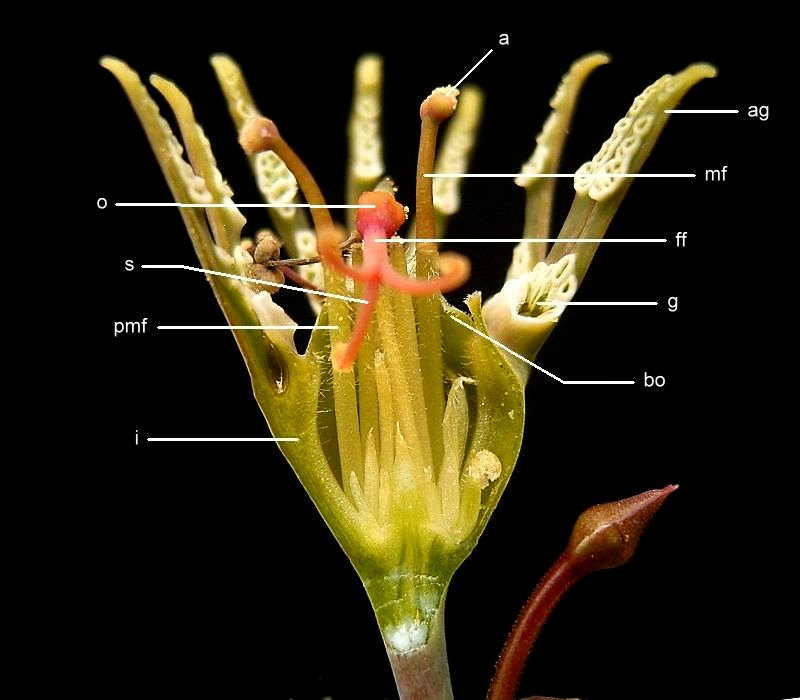
Corte de un ciato de Euphorbia tridentata.:
b → Bráctea
i → Inflorescencia
g → Nectario
ag → Apédice del nectario
bo → Bracteola
mf → Flor masculina
a → Antera
ff → Flor femenina
o → Ovario
s → Estilo
pmf → Pedicelo de la flor masculina

## Nota a pie de página
1. ↑  Etimología de la palabra "cyathium"